# Bazilica Sacré-Cœur din Paris
Bazilica Sacré-Coeur este o biserică situată în Piața Saint Pierre (Sfântul Petru), pe colina Montmartre din Paris, Franța.

## Construcția
A fost construită între anii 1875-1914 în stil neobizantin sub îndrumarea arhitectului Paul Abadie, al cărui proiect a surclasat cele 78 de proiecte concurente. Interiorul bazilicii este decorat cu mozaicuri, unul dintre ele reprezentându-l pe Iisus după momentul Învierii, îmbrăcat în alb, cu brațele larg deschise în plină glorie. Vechile vitralii ale bazilicii au fost sparte în 1944, în timpul celui de-al Doilea Război Mondial, fiind ulterior înlocuite.

## Istoria
Dealul Montmartre în partea nordică a Parisului se ridică 129 de metri peste nivelul mării și este locul în care Sfântul Dionisie, primul episcop al Parisului, a suferit moartea martirică. O mare mănăstire benedictină a ocupat până la revoluția din 1789 întregul deal. Revoluționarii francezi au distrus mănăstirea și au ghilotinat toate măicuțele. Ca răspuns la înfrângerea suferită în războiul franco-prusac, Alexandre Legentil și Hubert Rohault de Fleury au hotărât să dea un răspuns spiritual dezastrului politico-militar în care se afla Franța și să construiască o catedrală dedicată cultului Inimii lui Isus, în semn de pocăință pentru păcatele comise.

## Clopotele
Clopotul Savoyarde este unul dintre cele mai mari,  având un diametru de 3 metri și o greutate de 19 tone.

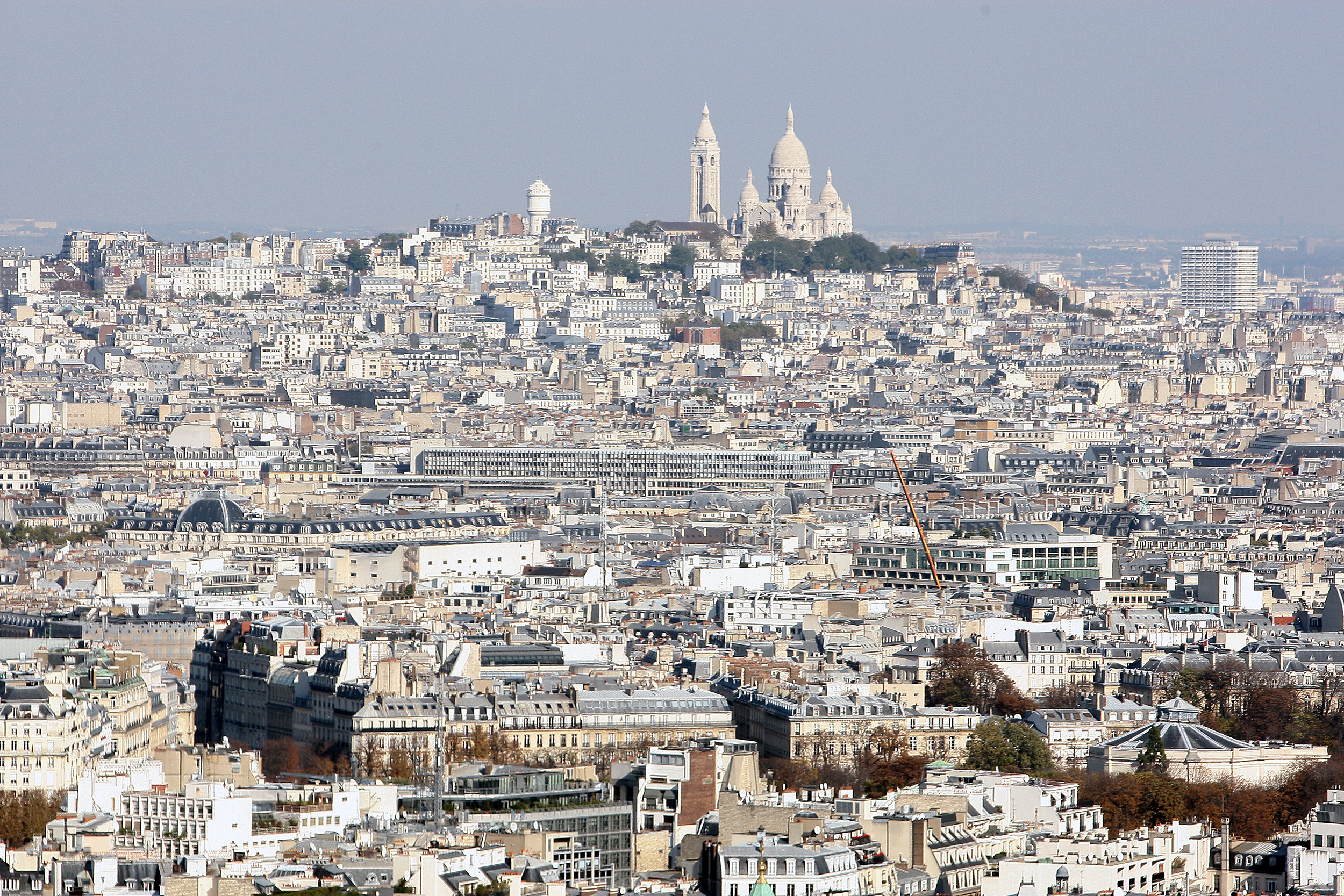
Basilica Sacre Coeur din Paris

## Literatură
- Markus Dauss: Identitäts-Architekturen. Öffentliche Bauten des Historismus in Paris und Berlin (1871–1918). Thelem, Dresden 2007, ISBN 978-3-939888-02-4
- Daniel Roth, Günter Lade: Die Cavaillé-Coll-Mutin-Orgel der Basilika Sacré-Coeur in Paris. Lade, Langen bei Bregenz 1992, ISBN 3-9500017-2-7
- Heinfried Wischermann: Architekturführer Paris. Gerd Hatje Verlag, Ostfildern 1997, ISBN 3-7757-0606-2, S. 87